# Правило на Глогер
Правилото на Глогер е биогеографско емпирично правило, което гласи, че в рамките на популацията от един вид топлокръвни животни съществува тенденцията по-пигментираните от тях да обитават по-влажни хабитати, т.е. по-близо до екватора. Правилото е наречено по името на германския зоолог Константин Вилхелм Ламберт Глогер (1803 – 1863), който първи забелязва този феномен през 1833 година в обзор на ковариацията между климат и цветовете на птичето оперение, озаглавен Das Abändern der Vögel durch Einfluss der Klima's. Германският естествоизпитател и орнитолог Ервин Щресеман (1889 – 1972) забелязва, че идеята на Глогер вече е била изразена от зоолога и ботаник Петер Симон Палас (1741 – 1811) в неговата Zoographia Rosso-Asiatica (1811). Глогер открива, че птиците от един вид, обитаващи по-влажни хабитати, са с по-тъмно оперение от птиците от същия вид в региони с по-сух климат. Правилото важи за над 90% от 52 вида северноамерикански птици.
Едно обяснение за правилото на Глогер в случая с птиците вероятно е свързано с по-високата устойчивост на тъмните пера към бактерии, разграждащи оперението и окосмяването, каквито например са Bacillus licheniformis. Във влажни хабитати перата са по-силно изложени на бактерии и тези хабитати благоприятстват развитието на микроорганизми; а по-тъмните пера и косми по-трудно се разграждат. По-устойчивите видове евмеланин – тъмнокафяв и черен – се произвеждат в по-топли и влажни региони, докато в сухите и по-студени региони преобладава производството на феомеланини – с червеникав до пясъчен цвят – което благоприятства защитните механизми като камуфлажа.
Сред бозайниците се наблюдава изразена тенденция в екваториалните и тропичните региони да имат по-тъмна кожа и окосмение от тези, обитаващи полярните области. В този случай основната причина вероятно е необходимостта от по-добра защита от по-интензивното ултравиолетово излъчване от Слънцето. Въпреки това абсорбирането на определено количество УВ лъчение е необходимо за производството на витамин D, без който се развиват заболявания като остеомалация (рахит).
Правилото на Глогер е ясно изразено и в човешката популация. Живеещите по-близо до екватора и изложени на повече слънце хора са по-тъмно пигментирани от онези, обитаващи региони по-далече от екватора. Сред най-известните изключения са тибетците и инуитите, които имат по-тъмна кожа отколкото географската им ширина предполага. В случая с тибетците това се дължи на адаптация към изключително високото ултравиолетово лъчение, което се регистрира на Тибетското плато, докато в случая с инуитите необходимостта от абсорбиране на УВ лъчение е по-ниска заради естествено по-богатата на витамин D диета на инуитите.
Проучване от 2015 година, публикувано в сп. Nature Plants, стига до извода, че правилото на Глогер, формулирано за животни, се отнася и до цветовете на растенията, като документира, че по-близо до екватора растат растения с по-тъмни цветове, и подкрепя идеята, че цветът има връзка със защитата на растенията от УВ лъчението.